# Catedral de Nuestra Señora del Pilar (Imus)
La Catedral de Nuestra Señora del Pilar o simplemente Catedral de Imus (en tagalo: Katedral ng Imus) es una iglesia catedral católica en la ciudad de Imus, en la provincia de Cavite, parte del país asiático de Filipinas. Es la sede episcopal de la diócesis de Imus, la diócesis que tiene jurisdicción de todas las parroquias de Cavite. La patrona de la ciudad y de la diócesis es la virgen María en su advocación de Nuestra Señora del Pilar. San Juan Bautista es también considerado como un santo patrón de la ciudad. La fiesta de la ciudad se celebra anualmente cada 12 de octubre e incluye la celebración de la danza tradicional y procesión llamada Karakol.
En 1616, los agustinos recoletos llegaron a Imus y establecieron un convento. La parroquia de Imus comenzó como una capilla en el lugar.
Bajo la dirección del P. Nicolás Becerra, quien estuvo en el sitio desde 1821 hasta 1840, se abogó por el movimiento del templo al centro de la ciudad a Balangón, su actual ubicación. La construcción de la iglesia parroquial de Imus en su nueva ubicación se inició en 1823. La estructura fue hecha de piedra y ladrillos. Su fachada tomó como modelo la quinta catedral de Manila que existió desde 1760 hasta 1852. 

## Véase también

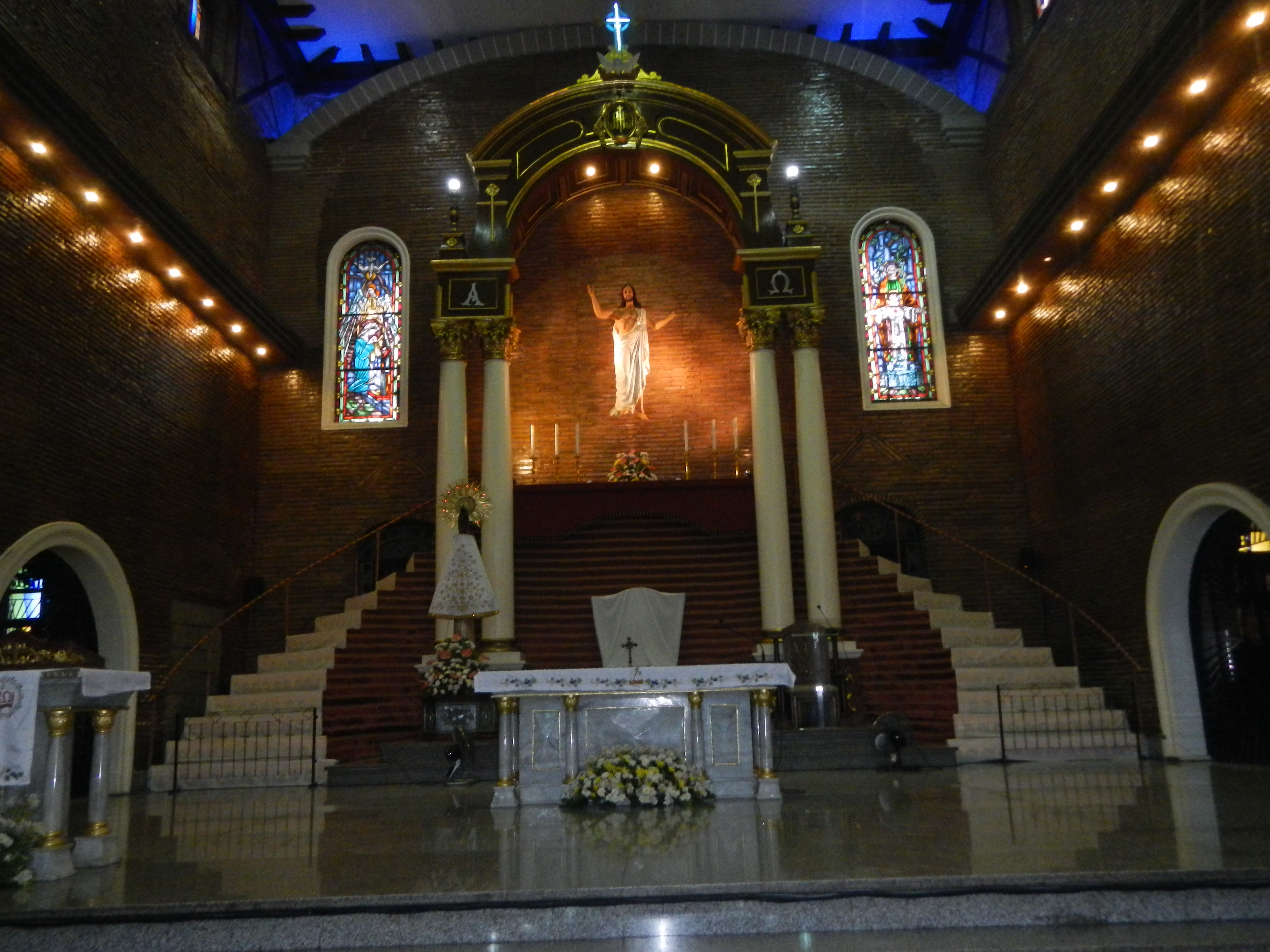
Vista Interna